# صموئيل إل. إم. بارلو الأول
صموئيل إل. إم. بارلو الأول (بالإنجليزية: Samuel L. M. Barlow, Sr.)‏ هو محامي أمريكي، ولد في 5 يناير 1826 في غرانفيل في الولايات المتحدة، وتوفي في 10 يوليو 1889 في غلين كوف في الولايات المتحدة.